# 90210 (5.ª temporada)
A quinta e última temporada de 90210 foi anunciada em 3 de maio de 2012. Em 17 de maio de 2012, foi anunciado que a quinta temporada do programa voltaria às segundas-feiras às 20h, seguida pela sexta temporada de Gossip Girl, às 21h. A temporada estreou em 8 de outubro de 2012. A quinta temporada de "90210" segue o grupo dos West Beverly enquanto eles navegam pela vida depois do ensino médio. Sua jornada para a vida adulta os encontrará indo em direções diferentes, tentando manter a mesma proximidade que funcionou tão bem para eles no ensino médio. Vindo de um mundo de glamour e privilégio, com infinitas possibilidades na frente deles, tudo pode acontecer. Tudo somado, é apenas mais um dia no código postal mais famoso do mundo.
90210 fez sua pausa no meio da temporada em 10 de dezembro de 2012 e retornou em 21 de janeiro de 2013 em um novo horário das 21:00, uma semana após a estreia de The Carrie Diaries, que ficou no seu horário original de 20:00.

## Elenco

### Regular
- Shenae Grimes como Annie Wilson (22 episódios)
- Tristan Wilds como Dixon Wilson (22 episódios)
- AnnaLynne McCord como Naomi Clark (22 episódios)
- Jessica Stroup como Erin Silver (22 episódios)
- Michael Steger como Navid Shirazi (19 episódios)
- Jessica Lowndes como Adrianna Tate-Duncan (22 episódios)
- Matt Lanter como Liam Court (22 episódios)

### Recorrente
- Josh Zuckerman como Max Miller (11 episódios)
- Trevor Donovan como Teddy Montgomery (9 episódios)
- Lyndon Smith como Michaela (9 episódios)
- Grant Gustin como Campbell Price (8 episódios)
- Riley Smith como Riley Wallace (7 episódios)
- Charlie Weber como Mark Holland (7 episódios)
- Trai Byers como Alec Martin (6 episódios)
- Jessica Parker Kennedy como Megan Rose (6 episódios)
- Robbie Jones como Jordan Welland (6 episódios)
- Wes Brown como Taylor Williams (5 episódios)
- Arielle Kebbel como Vanessa Shaw (5 episódios)
- Natalie Morales como Ashley Howard (5 episódios)
- Peyton List como Lindsey Beckwith (4 episódios)
- Keke Palmer como Elizabeth Royce Harwood (4 episódios)
- Rob Mayes como Colin Bell (3 episódios)
- Robin Givens como Cheryl Harwood (3 episódios)
- Chris McKenna como Patrick Westhill (2 episódios)
- Carmen Electra como Vesta (2 episódios)

### Convidados
- Lori Loughlin como Debbie Wilson (1 episódio)
- Príncipe Michael Jackson como Cooper (1 episódio)
- Christina Moore como Tracy Clark (1 episódio)
- Denise Richards como Gwen Thompson (1 episódio)
- Lindsey McKeon como Suzanne (1 episódio)
- Zachary Ray Sherman como Jasper Herman (1 episódio)
- Abbie Cobb como Emily Bradford (1 episódio)
- Adam Gregory como Ty Collins (1 episódio)
- Carly Rae Jepsen como ela mesma (1 episódio)
- Sammy Adams como ele mesmo (1 episódio)
- Ryan Lochte como ele mesmo (1 episódio)
- Nelly Furtado como ela mesma (1 episódio)
- Ne-Yo como ele mesmo (1 episódio)
- Jared Eng como ele mesmo (1 episódio)
- Taio Cruz como ele mesmo (1 episódio)
- Tegan and Sara como eles (1 episódio)
- Rita Ora como ela mesma (1 episódio)
- Terrell Owens como ele mesmo (1 episódio)
- Joey McIntyre como ele mesmo (1 episódio)
- Olly Murs como ele mesmo (1 episódio)

## Episódios
| № na série | № na temporada | Título                                          | Dirigido por     | Escrito por                      | Audiência (em milhões) | Exibição Original       |
| --- | -------------- | ----------------------------------------------- | ---------------- | -------------------------------- | ---------------------- | ----------------------- |
| 93 | 1              | "Till Death Do Us Part"                         | Stuart Gillard   | Patti Carr                       | 0.94                   | 8 de Outubro de 2012    |
| Na premiere da quinta temporada, Naomi e Max fazem grandes planos que não dão certo quando ambos acabam indo para a cadeia. Liam é obrigado a vender o Offshore para pagar Vanessa e comprar sua parte de $200,000 no contrato de seu filme. Navid convida Liam a ser seu parceiro de negócios. Teddy fica sobrecarregado pelo pedido de ser pai do filho de Silver. Adrianna, sem saber que Dixon sofreu um terrível acidente, tem uma noite inesquecível em Las Vegas com um homem bonito, Taylor, depois de seu voto de superar Dixon e seguir com sua vida. Annie pede para Ade voltar a Los Angeles para ficar com Dixon, que está inconsciente, e as garotas decidem se mudar para a casa de praia juntas. |                |                                                 |                  |                                  |                        |                         |
| 94 | 2              | "The Sea Change"                                | Bethany Rooney   | Lara Olsen                       | 1.06                   | 15 de Outubro de 2012   |
| A LUA DE MEL VAI TER QUE ESPERAR - Os planos de lua de mel de Naomi e Max são descartados após Alec informar Max que seu casamento inesperado causou um problema de relações públicas e baixou o preço de estoque de sua empresa de tecnologia. Naomi decide preparar uma recepção de alta classe para provar aos investidores de Max que seu casamento não é um motivo de preocupação. Adrianna descobre que Taylor, seu caso de uma noite em Las Vegas, está ajudando Liam e Navid a reabrir o Offshore. Adrianna insiste que sua aventura foi algo de uma noite só, mas Taylor suspeita que ela tenha sentimentos mais profundos. Na fisioterapia, Annie e Dixon encontram o paciente, Riley, que adverte Annie a parar de ser babá de Dixon para que ele possa aprender a agir por conta própria. Em casa, Dixon se revolta com Annie e diz a ela que está cansado de sua ajuda. Liam tenta comprar a parte de Vanessa no contrato de seu filme, mas Vanessa o chantageia para ele ser seu namorado de novo, ameaçando mostrar à polícia imagens de uma gravação secreta de Liam. Silver convida Liam para ser seu par na recepção de Naomi, mas recebe uma resposta surpreendente. Liam confronta Vanessa após a recepção, mas a discussão é interrompida por um acidente chocante. |                |                                                 |                  |                                  |                        |                         |
| 95 | 3              | "It's All Fun and Games"                        | Cherie Nowlan    | Brian Dawson                     | 0.91                   | 22 de Outubro de 2012   |
| AS GAROTAS ORGANIZAM UM PRÉ-CHÁ DE BEBÊ PARA SILVER - Silver ainda precisa marcar sua inseminação e teme que ela irá deixar de ser atraente após passar pelas cirurgias preventivas. Adrianna incentiva Silver a ter um dia de diversão irresponsável fazendo todas as coisas que ela não será capaz de fazer, quando se tornar mãe. Alec ignora as tentativas de Naomi em tentar agradá-lo, então Naomi finge ser uma investidora rica e o atrai para seu iate para uma reunião de negócios falsa. Os dois chegam a um acordo para se darem bem, e Alec espontaneamente beija Naomi, que o afasta. Alec pede desculpas, mas Naomi insiste em contar para Max, sem saber que Alec havia planejado o beijo para chantageá-la. Enquanto isso, Annie pensa que Riley é muito duro com Dixon, mas Riley insiste que Dixon precisa mudar sua atitude a fim de acelerar sua recuperação. Liam descobre que o contrato de seu video game não pode ser finalizado sem a aprovação de Vanessa, então Annie o encoraja a falar com sua advogada, Lindsey Beckwith. Liam se preocupa quando um detetive aparece fazendo perguntas sobre o paradeiro de Vanessa. |                |                                                 |                  |                                  |                        |                         |
| 96 | 4              | "Into the Wild"                                 | Hanell Culpepper | Chris Atwood                     | 0.85                   | 5 de Novembro de 2012   |
| Naomi planeja uma viagem romântica com Max, com a intenção de contar que Alec a beijou, mas quando Max convence Naomi a realizar um exercício de confiança, ela se desespera ao perceber que não é capaz de concluí-lo. Silver descobre que as fotos de seu ensaio nua foram publicadas na internet, e para removê-las ela recebe a ajuda de Collin, o novo pretendente de Annie. Liam se matricula nas aulas de direito empresarial de Lindsey, mas ela assume que ele não leva a sério sua educação. A nova atriz com quem Liam contracena em seu filme, Kendal, está insistindo que ele inicie um relacionamento com ela por publicidade, então Liam tenta escapar, indo acampar com Navid e Dixon. Quando Liam se perde na floresta, Kendall aproveita a oportunidade para alertar a mídia a encontrá-lo. Enquanto isso, Dixon incentiva Adrianna a contratar Taylor para criar seu novo videoclipe. Depois que Taylor desafia Adrianna a lhe mostrar o quanto ela pode ser sexy, ela percebe que tem sentimentos por ele. |                |                                                 |                  |                                  |                        |                         |
| 97 | 5              | "Hate 2 Love"                                   | Sanaa Hamri      | Mike Chessler & Chris Alberghini | 1.16                   | 12 de Novembro de 2012  |
| Enquanto Dixon continua a se recuperar, Adrianna conta para Annie que ela e Dixon estão tendo problemas íntimos. Annie se aproxima cada vez mais de Colin, mas suspeita que Colin não seja quem ele parece ser. Colin descobre que Alec instalou um aplicativo de rastreamento GPS no celular de Naomi para que ele possa acompanhar seu paradeiro, mas ele reconfigura o celular para que ela possa ler secretamente os e-mails de Alec, que expõe seus esforços em sabotar os relacionamentos de Max. Navid espera mostrar para Silver o sucesso que ele se tornou, com o lançamento do Pop Up, mas ele começa a suspeitar que Silver e Liam estejam se encontrando secretamente. Lindsey vai para o evento de abertura para discutir o plano de negócios de Liam, e sua implicância dá lugar à paixão. |                |                                                 |                  |                                  |                        |                         |
| 98 | 6              | "The Con"                                       | Harry Sinclair   | Terrence Coli                    | 0.78                   | 19 de Novembro de 2012  |
| Liam tenta fazer com que Silver dê a Navid uma segunda chance depois de ver que ele se tornou um idiota. Enquanto isso, Liam e Lindsey mantêm seu relacionamento em sigilo, mas quando a veia ciumenta de Navid pega o melhor dele, ele organiza a fita de sexo de Liam e Lindsey no lugar de uma prévia do novo filme de Liam na Phenomi-com em Santa Bárbara que é então distribuído na Internet, terminando seu relacionamento e a carreira docente de Lindsey. Quando Liam e Silver percebem que Navid vazou, ambos cortam os laços com ele para sempre. Riley admite seus sentimentos por Annie, mas Annie está mais interessada em dar uma chance ao relacionamento dela com Colin. Enquanto isso, Max tenta descobrir como a tecnologia de videogames de sua empresa foi hackeada, então Naomi e Alec trabalham juntas para demonstrar o videogame em Phenomi-con, apesar de ambos não confiarem um no outro e ambos igualmente inconscientes de que Colin é o verdadeiro culpado por trás do hacking. Quando todo mundo descobre que foi Colin o tempo todo, Annie está chateada por ter escolhido o cara errado mais uma vez, mas feliz com a perspectiva de começar algo com Riley. Mais tarde, a briga com Alec se torna demais para Naomi, então ela finalmente faz Max escolher entre eles, em que Max escolhe Naomi e depressivamente Alec se demitir da empresa, o que deixa Naomi se sentindo culpada por terminar uma amizade. Taylor se sente culpado por ficar com Adrianna, então ele diz para ela terminar as coisas com Dixon se ela quiser ficar com ele. Dixon entra em colapso devido a uma infecção da coluna vertebral, e Adrianna descobre que ele parou de tomar sua medicação para a dor, porque ele estava com medo de se tornar viciado em drogas novamente. No final, ela decide ficar com Dixon. |                |                                                 |                  |                                  |                        |                         |
| 99 | 7              | "99 Problems"                                   | Harry Sinclair   | Terrence Coli                    | 0.97                   | 26 de Novembro de 2012  |
| O relacionamento de Annie e Riley sofre quando Riley fica chateada com o fato de que Annie não o trata como seus outros namorados só porque ele está em uma cadeira de rodas, mas depois eles se reconciliam. Enquanto isso, Adrianna descobre que ela está se apresentando no Hollywood Bowl e acha que Dixon vai propor a ela depois de ler uma mensagem de texto em seu telefone. Ela então contempla revelar que ela o traiu, mas não o faz quando Dixon lhe dá um par de belos brincos de diamante e quer que ela assine a sua futura gravadora. Naomi fica com ciúmes quando a substituta do parceiro de negócios de Max é uma jovem quente chamada Bryce (Amber Stevens) e decide que ela deve ser sua parceira, mas quando ela percebe que Max está solitário, ela consegue o emprego de Bryce. Silver está chateada com o fato de ainda não estar grávida e descobre que pode precisar de cirurgia; Liam enlouquece depois de receber uma carta misteriosa e depois de socar um paparazzi e ser preso, seu estúdio envia-lhe um guarda-costas, uma policial chamada Ashley Howard (Natalie Morales), mas mais tarde ela acaba por ser um psicopata obcecado quando ela tira uma foto de Liam tatuada nas costas. |                |                                                 |                  |                                  |                        |                         |
| 100 | 8              | "902-100"                                       | Harry Sinclair   | Scott Weinger                    | 0.99                   | 3 de Dezembro de 2012   |
| No centésimo episódio especial, Naomi quer entrar em um grupo de ex-alunos da West Beverly High, que está fazendo um evento de ex-alunos na escola e faz tudo que pode para entrar, como doar um prédio, ferir seu oponente em um jogo de futebol, uma pós-festa na Mansão Playboy. Quando ela conhece a mulher que tem interrompido seus eventos, ela descobre que no colegial, ela intimidou a garota porque ela estava acima do peso. Ela chega à conclusão de que estar no grupo de ex-alunos não é importante para ela porque o ensino médio é uma droga e pede desculpas a todos os seus ex-alunos que ela já machucou ao se embaraçar. Quando ela volta para casa, ela descobre que Bryce interpretou Max e o fez demitido da empresa mais uma vez, ferindo o frágil relacionamento deles. Teddy retorna para o evento de ex-alunos e diz a Silver que Shane terminou com ele. Shane aparece e revela que Teddy o está ignorando. Teddy diz a Silver que ele está com medo de entrar em um relacionamento sério, devido ao que aconteceu com ele e Ian, então Silver decide mostrar a Teddy que está tudo bem em encarar seus medos realizando seu ato burlesco na frente de todos. Teddy e Shane decidem continuar seu relacionamento, mas Shane fica bravo quando descobre que Teddy e Silver estão tendo um bebê e diz a ele que eles precisam conversar. Enquanto isso, Dixon fica feliz quando Adrianna assina com sua gravadora até encontrar o vídeo de Adrianna beijando Taylor. Quando ele a confronta sobre isso, ela diz a Dixon que ela dormiu com ele. |                |                                                 |                  |                                  |                        |                         |
| 101 | 9              | "The Things We Do for Love"                     | Matthew Diamond  | Marjorie David                   | 1.11                   | 10 de Dezembro de 2012  |
| Quando Alec convida Max para começar uma nova empresa com ele, Naomi intervém tentando persuadir Bryce a recontratar Max em sua empresa. Naomi convence Navid a levar Bryce para um bar, e depois de alguns coquetéis Navid descobre a verdade sobre a rescisão de Max, o que deixa Naomi ponderando o destino de seu casamento. Em seguida, Liam recebe uma carta o chantageando sobre o acidente de Vanessa, e Annie concorda em emprestar-lhe o dinheiro para ajudar a prender seu chantagista. Mas quando Adrianna conta a Ashley que viu Vanessa no salão de beleza, Ashley suspeita que Liam esteja indo para um encontro secreto com Vanessa. Enquanto isso, Silver fica perturbada quando Teddy se recusa a assinar seus direitos de paternidade e tenta convencê-la a deixá-lo criar o bebê. |                |                                                 |                  |                                  |                        |                         |
| 102 | 10             | "Misery Loves Company"                          | Anton Cropper    | Allen Clary                      | 0.79                   | 21 de Janeiro de 2013   |
| Naomi e Adrianna fazem uma viagem pela costa da Califórnia para fugir de seus respectivos problemas de vida, mas mais complicações acontecem quando seu dinheiro e roupas, incluindo sua aliança de casamento, são roubados do carro de Naomi, o que os leva a se aventurarem em um bar de motoqueiros para encontrar os culpados, onde Adrianna encontra-se com uma motociclista jovem e bem-humorada e Naomi se aventura a visitar sua mãe distante. Enquanto isso, Liam se vê preso pela desequilibrada Ashley no porão de Offshore, que tem planos de levá-lo ao México, enquanto Annie e Vanessa descobrem que Ashley não é quem ela diz ser. Dixon prepara uma festa na casa de Naomi para celebrar a abertura de sua nova gravadora. Megan diz a Dixon que ela sente que ele não está com Adrianna devido a ele continuar a dar-lhe um tempo difícil. No entanto, a fim de seguir em frente, Dixon decide deixar sua raiva e não sentir nada por Adrianna e continua a sobrecarregá-la com mais trabalho. Em outro lugar, Silver ainda está tendo problemas com Teddy sobre a impregnação, quando ele continua a querer fazer parte da vida de seu bebê, enquanto ela quer criar seu filho sozinho. Silver vai ao tio de Teddy para persuadi-lo a desistir de suas tentativas de bloquear o procedimento, mas quando Teddy ainda não recua, uma linha ocorre, o que torna as coisas piores para todos. Em desespero, Silver falsifica a assinatura de Teddy no formulário de doação e faz uma consulta para que a inseminação seja feita imediatamente. Quando Annie e Vanessa acompanham Liam e o libertam, ocorre uma briga física com Ashley e Annie acaba sendo baleada. |                |                                                 |                  |                                  |                        |                         |
| 103 | 11             | "We're Not Not In Kansas Anymore"               | Cherie Nowlan    | Liz Phang                        | 0.78                   | 28 de Janeiro de 2013   |
| Annie, agora em coma e lutando por sua vida durante a cirurgia depois de ser ferida, acorda e encontra-se em uma realidade alternativa, onde ela vê como seria a vida se ela e sua família nunca se mudassem para Beverly Hills. Annie se descobre trabalhando como atriz em um teatro de verão no Kansas e noiva de seu antigo namorado do ensino médio, Jason. Annie também descobre que seus pais teriam se divorciado de qualquer maneira, mas Dixon está morando na Califórnia e é um rapper de sucesso, mas para seu espanto, não mais mantém contato com sua família e está vivendo uma vida imprudente. Navid é o gerente e o braço direito de Dixon que tenta manter Dixon sob controle para proteger sua imagem. Enquanto isso, Naomi trabalha como corretora de imóveis se nunca ganhou seu fundo de volta da irmã, Jen. Naomi mais tarde se torna namorada de Teddy. Teddy é um tenista profissional de sucesso, mas nunca contou a ninguém sobre sua real orientação sexual. Adrianna é uma atriz de sucesso e a "garota má" de Hollywood, nunca tendo parado de beber, usando drogas ou festejar. Silver é uma escritora cínica de blogs na Internet que não é próxima de ninguém e tem seu próprio site de escrever sobre as celebridades. Liam é revelado a frequentar a faculdade, mas tem problemas com a entrega de drogas para Dixon como para pagar uma dívida que ele possui para sua antiga escola rival Ty. |                |                                                 |                  |                                  |                        |                         |
| 104 | 12             | "Here Comes Honey Bye Bye"                      | Stuart Gillard   | Liz Sczudlo                      | 0.79                   | 4 de Fevereiro de 2013  |
| Naomi e Max procuram a ajuda de um conselheiro matrimonial, que aconselha Naomi a trabalhar em si mesma, o que a leva a planejar o concurso de beleza de uma criança. Depois de inúmeras entrevistas, Max percebe que o que ele realmente quer fazer com sua vida é participar de um programa no MIT. Mas Naomi não quer se mudar para Massachusetts. Em vez de apoiar os sonhos dos outros, o casamento deles está no caminho. Então eles decidem se separar. Enquanto isso, Megan revela que não pode se dar ao luxo de ficar na UC no próximo semestre, a menos que receba uma bolsa de estudos. Ela é muito orgulhosa em aceitar ajuda financeira e não vai trabalhar para Dixon apesar de sua insistência. Então, Dixon vai atrás das costas e cria uma bolsa de estudos anônima para ela. Mas esse plano sai pela culatra quando Adrianna descobre que seu dinheiro suado para o selo de Dixon era usado para financiar a bolsa de estudos. Navid tenta se inscrever na UC para se comprometer com uma sociedade secreta. Navid também descobre que os embriões de Teddy são a única chance de Silver de ter um bebê, ele vai para Teddy e exige que ele deixe Silver tê-los. Relutantemente, Teddy concorda. Mas quando Silver visita o advogado de Teddy, ela percebe que há um problema. Silver precisa encontrar uma mãe substituta, o que significa que ela não pode dar à luz seu próprio bebê. Liam é expulso de um ginásio de boxe porque ele lutou muito violentamente enquanto ele continua a tirar sua raiva e frustração por causa de seu sequestro. Além disso, Annie descobre que Riley está passando por uma cirurgia experimental para voltar a andar. Com a ajuda de Dixon, Annie corre para o hospital na esperança de que ela possa detê-lo. Quando ela chega, a cirurgia já está completa. Ele parece perfeitamente saudável até mais tarde naquela noite, quando Annie liga para verificar se ele sofreu um coágulo de sangue no pulmão e morreu. |                |                                                 |                  |                                  |                        |                         |
| 105 | 13             | "#realness"                                     | Mike Listo       | Chris Alberghini & Mike Chessler | 0.66                   | 11 de Fevereiro de 2013 |
| Naomi e Max trabalham juntos na organização de um jogo de futebol americano para a caridade, o que faz com que as faíscas entre os dois comecem a reacender. Enquanto isso, Navid pede a Liam que continue sua luta underground, ao mesmo tempo em que Adrianna intencionalmente estraga uma performance, na esperança de escapar do contrato. Para completar, um editor toma nota do blog de Annie. |                |                                                 |                  |                                  |                        |                         |
| 106 | 14             | "Brother From Another Mother"                   | Benny Boom       | Chris Atwood                     | 0.55                   | 18 de Fevereito de 2013 |
| Liam lida com o estresse pós-traumático trazido por seu testemunho contra Ashley. Enquanto isso, Annie está brava com Naomi por ela procurar seu meio-irmão. Para completar, Silver se torna autoritária com relação a sua barriga de aluguel, a qual chama a atenção de Dixon por causa de sua linda voz. |                |                                                 |                  |                                  |                        |                         |
| 107 | 15             | "Strange Brown"                                 | Bethany Rooney   | Brian Dawson                     | 0.58                   | 25 de Fevereiro de 2013 |
| Naomi planeja abrir um restaurante com Mark, enquanto Dixon contrata Michaela para cantar na abertura do local. Já os sentimentos de Annie com relação a Liam reaparecem, ao mesmo tempo em que Navid descobre as indiscrições de Campbell após aceitar levar a noiva dele a um evento. |                |                                                 |                  |                                  |                        |                         |
| 108 | 16             | "Life's a Beach"                                | Michael Zinberg  | Bill Brown                       | 0.64                   | 4 de Março de 2013      |
| Liam planeja abrir uma loja de surfe para mulheres mas acaba envolvendo negócios com prazer quando se envolve com uma investidora. Enquanto isso, Naomi tenta convencer Mark a permanecer em Los Angeles após uma oferta vinda de Nova York. Para completar, Dixon tenta convencer Silver a dirigir o vídeo musical de Michaela. |                |                                                 |                  |                                  |                        |                         |
| 109 | 17             | "Dude, Where's My Husband?"                     | Matthew Diamond  | Liz Phang                        | 0.67                   | 11 de Março de 2013     |
| Um magnata contrata Naomi para planejar os eventos de seu império da mídia. Enquanto isso, Annie, Adrianna e Silver planejam uma saída noturna com Naomi. Já Dixon começa a se interessar por Michaela, enquanto Liam se aproxima dos irmãos Cronus para limpar o nome de Navid. |                |                                                 |                  |                                  |                        |                         |
| 110 | 18             | "A Portrait of the Artist As a Young Call Girl" | Bethany Rooney   | Scott Weinger                    | 0.55                   | 15 de Abril de 2013     |
| Annie precisa confessar a verdadeira identidade do Autor X. Enquanto isso, Silver se preocupa e acredita que Adrianna está chateada com o fato de que ela está namorando Mark. Para completar, Dixon descobre que Michaela está interessada em Navid. |                |                                                 |                  |                                  |                        |                         |
| 111 | 19             | "The Empire State Strikes Back"                 | Stuart Gillard   | Scott Weinger                    | 0.49                   | 22 de Abril de 2013     |
| Liam e Navid pedem um favor para o músico Olly Murs. Enquanto isso, Naomi viaja para Nova York para tentar passar uma boa impressão para a mãe de Jordan, porém nada sai conforme o esperado. Já Annie decide dizer publicamente que seu livro é uma ficção, porém Dixon a convence a falar a verdade. |                |                                                 |                  |                                  |                        |                         |
| 112 | 20             | "You Can't Win Em All"                          | Michael Zinberg  | Patti Carr                       | 0.55                   | 29 de Abril de 2013     |
| Jordan pede para a mãe ajudar Mark, mas em troca terá que terminar com Naomi. Já Annie precisa lidar com a resposta de Liam ao seu livro, ao mesmo tempo em que Michaela flagra Navid e Adrianna em um momento íntimo. |                |                                                 |                  |                                  |                        |                         |
| 113 | 21             | "Scandal Royale"                                | David Warren     | Terrence Coli & Paul Sciarrotta  | 0.60                   | 6 de Maio de 2013       |
| Elizabeth, a irmã de Jordan, se mete em problemas e Naomi a ajuda ao receber a culpa, tudo para proteger a reputação da garota. Enquanto isso, Silver é chamada para ver um médico a respeito do resultado de alguns exames, ao mesmo tempo em que Annie decide superar Liam e segue para Paris a trabalho. Para completar, Adrianna se apresenta depois do Fall Out Boy em um grande evento, mas tudo termina em caos. |                |                                                 |                  |                                  |                        |                         |
| 114 | 22             | "We All Fall Down"                              | Harry Sinclair   | Lara Olsen                       | 0.51                   | 13 de Maio de 2013      |
| O final da série começa com as estrelas e produtores executivos despedindo-se do código postal mais famoso relembrando os momentos inesquecíveis do show. Então, em uma memorável despedida, nosso grupo favorito de Beverly Hills virão juntos de novo depois de um evento traumático que fazem todos eles perceberem a importância de seus relacionamentos. |                |                                                 |                  |                                  |                        |                         |

## Lançamento em DVD
O lançamento do DVD da quinta temporada foi lançado após a temporada ter sido transmitida pela televisão. Foi lançado nas Regiões 1, 2 e 4. Assim como em todos os episódios da temporada, o lançamento em DVD traz material bônus, como cenas deletadas, gag reels e características dos bastidores.
| 90210: A Temporada Final | | | |
| Detalhes | Detalhes | Detalhes | Extras |
| - 22 episódios - 990 minutos (Região 1); 870 minutos (Região 2); 877 minutos (Região 4) - Conjunto de 5 discos - Proporção 1.85:1 - Idiomas: - Inglês (Dolby Digital 2.0 Surround) - Legendas: - Inglês, Português e Espanhol (Região 1) - Inglês, Árabe, Holandês, Norueguês, Sueco, Inglês para deficientes auditivos (Regiões 2 e 4) | - 22 episódios - 990 minutos (Região 1); 870 minutos (Região 2); 877 minutos (Região 4) - Conjunto de 5 discos - Proporção 1.85:1 - Idiomas: - Inglês (Dolby Digital 2.0 Surround) - Legendas: - Inglês, Português e Espanhol (Região 1) - Inglês, Árabe, Holandês, Norueguês, Sueco, Inglês para deficientes auditivos (Regiões 2 e 4) | - 22 episódios - 990 minutos (Região 1); 870 minutos (Região 2); 877 minutos (Região 4) - Conjunto de 5 discos - Proporção 1.85:1 - Idiomas: - Inglês (Dolby Digital 2.0 Surround) - Legendas: - Inglês, Português e Espanhol (Região 1) - Inglês, Árabe, Holandês, Norueguês, Sueco, Inglês para deficientes auditivos (Regiões 2 e 4) | - Comentários de áudio: - Comentário sobre o 100º episódio, apresentando os membros do elenco: Jessica Stroup, Matt Lanter, Tristan Wilds, Michael Steger e Scott Weinger. - Set Tours - Apartamento Silvers - Offshore Renovated - Elenco de 90210 - Script to Screen: Criando um Episódio - Season in Review: O Último Capítulo - 90210 4EVER Retrospectiva - Gag Reel - Cenas deletadas |
| Datas de lançamento | | | - Comentários de áudio: - Comentário sobre o 100º episódio, apresentando os membros do elenco: Jessica Stroup, Matt Lanter, Tristan Wilds, Michael Steger e Scott Weinger. - Set Tours - Apartamento Silvers - Offshore Renovated - Elenco de 90210 - Script to Screen: Criando um Episódio - Season in Review: O Último Capítulo - 90210 4EVER Retrospectiva - Gag Reel - Cenas deletadas |
| Estados Unidos | Reino Unido | Austrália | - Comentários de áudio: - Comentário sobre o 100º episódio, apresentando os membros do elenco: Jessica Stroup, Matt Lanter, Tristan Wilds, Michael Steger e Scott Weinger. - Set Tours - Apartamento Silvers - Offshore Renovated - Elenco de 90210 - Script to Screen: Criando um Episódio - Season in Review: O Último Capítulo - 90210 4EVER Retrospectiva - Gag Reel - Cenas deletadas |
| 8 de outubro de 2013 | 14 de outubro de 2013 | 5 de março de 2014 | - Comentários de áudio: - Comentário sobre o 100º episódio, apresentando os membros do elenco: Jessica Stroup, Matt Lanter, Tristan Wilds, Michael Steger e Scott Weinger. - Set Tours - Apartamento Silvers - Offshore Renovated - Elenco de 90210 - Script to Screen: Criando um Episódio - Season in Review: O Último Capítulo - 90210 4EVER Retrospectiva - Gag Reel - Cenas deletadas |